# Acin pancreatic
Acinul pancreatic este unitatea funcțională exocrină a pancreasului, alcătuită dintr-un grup de celule secretoare (celule acinare) care produc enzime digestive⁠(d). Aceste enzime sunt eliberate în canaliculele pancreatice și transportate în duoden pentru a ajuta la digestia alimentelor.
1. ↑  Leung, Po Sing; Ip, Siu Po (2006), „Pancreatic acinar cell: its role in acute pancreatitis”, The International Journal of Biochemistry & Cell Biology, 38 (7), pp. 1024–1030, doi:10.1016/j.biocel.2005.12.001, ISSN 1357-2725, PMID 16423553, accesat în 11 ianuarie 2025